# Авіїл
Авіїл (Abiel) —
батько (або, «володар») Бога = «побожний». 
1.  Син Церора (Zeror) і батько Нера (Ner), що був дідом Саула (1 Сам. 9:1; 14:51; 1 Хр. 8:33; 9:39). У 1 Сам. 9:1, він названий «батько», ймовірно означающе діда Кіш (Kish). 
2.  Арав’янин (Arbathite), один з воїнів Давида (1 Хр. 11:32); називається також
Аві-Алвон (2 Сам. 23:31).

## Джерело
- Біблійний словник Істона